# موقعة رفح
 
موقعة رفح وتعرف أيضا باسم موقعة غزة (باليونانية: Μάχη της Ραφίας)‏ (بالإنجليزية: Battle of Raphia)‏ هي معركة نشبت بين السلوقيين والبطالمة عام (217 ق.م) عند رفح السورية التي تقع في منتصف الطريق المؤدية إلى غزة، ومن الواجب ذكره هنا أن رفح هذه كانت ملتقى تطاحن جيوش منذ عهد سرجون الثاني ومن بعده في عهد آسرحدون الأشوري (672 ق.م)، حيث واجه فيها جيش بطليموس الرابع جيش عدوِّه وخصمه أنطيوخوس الثالث.

## الاستعداد للموقعة
في ربيع عام (217 ق.م) أخذ بطليموس الرابع القيادة في يده، وزحف من الإسكندرية على رأس جيش قوامه ثلاثة وسبعون ألف مقاتل من المشاة وخمسة آلاف من الفرسان يعززهم ثلاثة وسبعون فيلًا من الفيلة الأفريقية، وصحبت بطليموس الرابع في هذه الحملة أخته آرسينوي الثالثة أيضًا، وكان الوزير سوسيبيوس في هذه الحملة يقود الجنود المصريين القُحَّ، وهم الذين درَّبهم خصيصًا لهذه الحرب، والظاهر أن القادة الآخرين لم يكن في مقدورهم قيادتهم.
هذا ما كان من أمر الجيش البطالمي، أما أنطيوخوس الثالث الذي قضى الشتاء في «بطاليمايس» فإنه زود جنوده بمجندين جدد، وقد أعد كلَّ جيشه ليباغت به بطليموس الرابع وجنوده، وقد دلَّ الفحص على أن جيش أنطيوخوس الثالث كان خليطًا عجيبًا من كل الأمم المجاورة؛ فكان يحتوي على جنود من «داهس» ومن «كارمانيا» ومن الفرس، ومن الميديون ومن كادوسيا ومن العرب، و«سيلسيسيا» و تراقيا وكريت وليديا وكرداسيا وبلاد الغال، هذا بالإضافة إلى جنود مرتزقين من الهيلانيين، وكان عدد جيشه يبلغ حوالي اثنين وستين ألفًا من المشاة وستة آلاف من الفرسان ومائة واثنين من الفيلة، ومن ثَم نرى أن القوتين المتحاربتين كانتا متقاربتين بوجه عام من حيث العدد.
تقابل الجيشان عند رفح السورية التي تقع في منتصف الطريق المؤدية إلى غزة، ولا يفوتنا أن نذكر هنا أن رفح السورية هذه كانت ملتقى تطاحن جيوش منذ عهد سرجون الثاني ومن بعده في عهد آسرحدون الأشوري (672 ق.م).
وقد حدث أنه في خلال بضعة الأيام التي قضاها الجيشان يراقب الواحد منهما الآخر على مسافة حوالي خمسة أميال؛ أن أخطأت بطليموس الرابع طعنة خنجر وهو في سرادقه على يد تيودوتوس الأيتولي، وقد أخطأته الطعنة بوجه الصدفة؛ لأنه لم يكن موجودًا في سرادقه الرسمي أثناء تلك الليلة، وقد عاد تيودوتوس الأيتولي هذا مع شريكيه في الجريمة دون أن يمسَّهم أقل أذًى، ولكن بعد أن قتلوا خطأً «أندرياس» طبيب بطليموس الرابع.
وعلى أية حال لم يؤثِّر هذا الحادث في نفس بطليموس الرابع ومضى فيما حضر من أجله، ولا غرابة في ذلك فإنه لم يكن في مقدوره أن يتخلَّى عن منازلة عدوه؛ لأن الصحراء المترامية الأطراف التي قطعها في خمسة أيام كانت وراءه، وليس فيها ماء إلا ما حمله معه، يضاف إلى ذلك أن جيشه لم يكن لديه ما يقتات منه إلا ما زُوِّد به في «بلوز» (الفرما)، وعلى ذلك وطَّد العزم على مهاجمة العدو، وقاد بنفسه جناحه الأيسر مواجهًا أنطيوخوس الثالث خصمه الذي كان يقود جناح جيشه الأيمن، وكان بجانب بطليموس الرابع أخته آرسينوي الثالثة ملكة البلاد، وقد كان بطليموس الرابع وبلاطه قد أهملوا هذه الملكة بأن جعلوا ملك البلاد ينصرف عنها بالانغماس في الشهوات، غير أنها مع ذلك أَبَتْ أن تتخلَّى عن زوجها وأخيها في ساعة الخطر وفي وقت الشدة.

## خلال الموقعة
كان كلٌّ من الفريقين قد وضع مُشاتَه حَمَلة الحراب في القلب، أما المشاة الآخرون فقد أخذوا مكانهم في الجناحين، في حين أن الفرسان كانوا قد احتلوا أماكنهم على الطرفين، وكان الملك بطليموس الرابع — و بجانبه أخته آرسينوي الثالثة — يقود الجناح الأيسر، أي كان يواجه أنطيوخوس الثالث الذي كان يقود جناح جيشه الأيمن. هذا وكان أمامه أربعون فيلًا أفريقيًّا تواجه ستين فيلًا آسيويًّا رمى بها أنطيوخوس الثالث في ساحة القتال، وكان كلٌّ من العاهلين يصحب معه الجنود حملة الدرع الخاصين به والذين تحت قيادته، وبادر بطليموس الرابع بخوض غمار المعركة، ولكن أنطيوخوس الثالث تردَّد في بادئ الأمر غير أنه قبل خوض غمار الحرب على عدوه.
وعندما اقترب بطليموس الرابع من ميدان القتال ظهرت أخته آرسينوي الثالثة على صهوة جوادها على طول خط القتال البطالمي في مقدمة الجيش حاثَّة الجنود على منازلة العدو بقوة وحماس، وكان أول نتائج المعركة أن كُسِر جناح الجيش البطالمي الأيسر الذي كان يقوده بطليموس الرابع؛ وذلك بقوة هجوم أنطيوخوس الثالث الذي كان يقود جناح جيشه الأيمن كما أسلفنا، وبذلك خرج هذا الجناح من الجيش البطالمي من ساحة القتال، يضاف إلى ذلك أن الفيلة التي كانت على يساره فرت أمام الفيلة الهندية التي انقضت على حَمَلة الدروع مخترقين صفوفهم، وعندئذٍ انقضَّ أنطيوخوس الثالث بجواده حول طرف الجيش البطالمي، وشتَّت البقيَّة الباقية من جناح العدو.
ولما كان أنطيوخوس الثالث لا يزال غضَّ الإهاب تجرى في عروقه دم الشباب الحار فإنه ألقى بالقيادة في مهب الريح، ولم يفكر قط إلا في مطاردة بطليموس الرابع الذي ولَّى الأدبار مع فلول الجناح الذي كان يقوده، ولكن بطليموس الرابع في تلك الأثناء كان قد خلَّص نفسه من خيَّالته الفارِّين، وعاد إلى قلب الجيش الذي لم يكن قد دخل المعركة بعدُ وقاده بنفسه، ولم تلبث أن ظهرت نتيجة التدريب الطويل الذي قام به سوسيبيوس لإعداد الفرق البطالمية أبناء النيل المنحدرين من أصلاب أبطال قادش وماجدو؛ إذ نرى جنودها يشتتون شمل فرقة حَمَلة الحِراب — من الإغريق المقدونيين — التي كانت أمامهم، وذلك بهجومهم الجبَّار يقودهم سوسيبيوس نفسه، يضاف إلى ذلك أن الملك بطليموس الرابعو على غير انتظار منهم كان يقودهم في المعركة. هذا، ولمَّا عاد أنطيوخوس الثالث إلى ساحة القتال بعد مطاردته لفلول الجناح الأيسر البطالمي وجد أنه قد خسر المعركة.

## نهاية الموقعة
ترك جيش السلوقيين على أرض المعركة عشرة آلاف من حَمَلة الحِراب وأكثر من ثلاثمائة فارس، كما وقع في الأسر أربعة آلاف جندي. أما جيش البطالمة فلم يخسر إلا حوالي 1500 مقاتل من حملة الحراب وسبعمائة من الفرسان، ومن الغريب أن أنطيوخوس الثالث عندما رجع إلى ساحة القتال ظنَّ في بادئ الأمر أنه هو المنتصر من وجهة نظره، وبعد أن اتضحت له الحقيقة، وعاتب رجال جيشه على تخاذلهم عاد أدراجه بكل سرعة إلى رفح، وفي اليوم التالي حاول أن يعيد تنظيم صفوفه، ويجعلها تواجه العدو كرَّة أخرى فلم يفلح، ورجع أدراجه متقهقرًا بفلول جيشه إلى غزة، ولكنه لم يمكث فيها إلا مدة قصيرة؛ ليحصل في خلالها من بطليموس الرابع على السماح له بدفن موتاه.
وبعد ذلك عاد أنطيوخوس الثالث يجرُّ ذيول الخيبة والهزيمة إلى أنطاكية على جناح السرعة وهو خائف يترقَّب وقوعه بين عدوَّيْه بطليموس الرابع وآخاوس، وقد أفاد بطليموس الرابع من انتصاره هذا على أنطيوخوس الثالث بعض الشيء بينما كان في إمكانه أن يحصل لنفسه على أشياء كثيرة من مثل هذا النصر الذي لم يكن يأمل يومًا ما في الحصول عليه، ولكن في الواقع كان بطليموس الرابع نفسه في دهشة، ولم يكد يصدِّق بما وضعه الحظ بين يديه، وعلى أية حال فإن هذا النصر كما يقول بوليبيوس قد أخرَّه فعلًا عن الرجوع إلى الإسكندرية؛ ليتابع عيشة الخلاعة والمجون التي كان متعوِّدًا عليها.
هذا ونجد أنه بعد أن تظاهر أولًا بمظاهر الكبرياء ليخفي تعجله للأمور منح المبعوثين الذين جاءوا من قبل أنطيوخوس الثالث هدنة مدتها سنة، وأوفد سوسيبيوس للمفاوضة في عقد هدنة نهائية، غير أننا وعلى أية حال لا نعرف شروط هذه المعاهدة حتى الآن، ومهما يكن من أمر فإن أنطيوخوس الثالث أخلَّى بطليموس الرابع الموقعين الهامَّين اللذين كان يحتلهما، وهما «بطاليمايس» و«صور» ولم يكن هناك ما يمنع بطليموس الرابع من الاستيلاء على «سوريا الجوفاء» دون أية حرب.
لهذا نجد أن بطليموس الرابع بعد أن كافأ «أندروماخوس» (بالإنجليزية: Andromachus)‏ بتوليته حاكمًا على سوريا، كما كافأ رجال الجيش كذلك بمبلغ ثلاثمائة ألف قطعة من الذهب سار بنفسه وبصحبته أخته وزوجه آرسينوي الثالثة، على رأس حملة في سوريا وفِلَسْطين لمدة ثلاثة أشهر تقريبًا؛ ليتمم إخضاعها لحكمه، وقد غَمَره جماهير كثيرة من المدن بترحابهم الحار؛ وذلك لأن أهالي سوريا كانوا يفضلون الحكم «البطلمي» على حكم السلوقيين، وقد أجابهم بطليموس الرابع على استقبالهم الرائع له بأن احترم معبوداتهم، وقدَّم لها القربات في المعابد، كما أعاد النظام والوئام في المدن.
ولا نزاع في أنه خلال تلك الجولة التي قام بها بطليموس الرابع قد ذهب إلى أورشليم، وهناك عرف عن تجربة شخصية تعصُّب اليهود؛ إذ إن مؤلف الكتاب الثالث للمكابيين يؤكِّد لنا أن بطليموس الرابع بعد أن قدَّم هدايا لإله اليهود «يهوه» أراد أن يدخل قدس الأقداس في معبدهم على الرغم من الكاهن الحارس له، وعند سماع هذا الخبر ثارت كل المدينة مما أدَّى إلى إصابة الملك بنوع من الفزع الخارق عن المألوف، لدرجة أن رجال حرسه حملوه مغشيًّا عليه.
وعلى أية حال عاد بطليموس الرابع بعد ثلاثة أشهر قضاها في سوريا تاركًا حكمها في يد «أندروماخوس» (بالإنجليزية: Andromachus)‏ ومعه أخته وزوجه آرسينوي الثالثة وسُمَّاره إلى الإسكندرية؛ حيث لم يدهش القوم كثيرًا عندما رأوا أن الملك ينقلب على حين غفلة إلى صاعقة حرب.

## أثر موقعة رفح في سياسة البطالمة
انتهت موقعة رفح بنصر سوسيبيوس ومليكه بطليموس الرابع على أنطيوخوس الثالث ملك السليوكيين، غير أن هذا النصر كان له صورة أخرى ذات نتائج سيئة قائمة على أسرة البطالمة وحكمها في مصر، كما كانت في الوقت نفسه بداية عهد جديد مشرق في تاريخ الشعب المصري وجنوده الذين على يديهم نال البطالمة هذا الفوز، والواقع أن المصريين منذ هذه اللحظة أخذوا يشعرون بعزَّتهم القوميَّة، ويحسُّون ثقتهم في أنفسهم بعد أن ظلوا مغلوبين على أمرهم مهمَلين منذ بداية حكم البطالمة، ولا غرابة في ذلك فإن هذا النصر قد فتح أعينهم، وأظهر لهم أنهم أصلب عودًا وأشد بأسًا مما كان يظنه فيهم المستعمرون، ولقد رأوا بأنفسهم الإغريق وهم يولُّون الأدبار في حين أنهم كانوا يقفون في وجه كل هجوم جبَّار يصوبه لهم العدو، وكذلك فطنوا إلى أن حكَّامهم الإغريق لم يكن في استطاعتهم منازلة أنطيوخوس الثالث بجنودهم المرتزقين، ومن ثَم استنجدوا بهم لخلاص مصر، وقد نجَّوها فعلًا من عار الاحتلال.
وفي عام (217 ق.م) كان الإغريق والمقدونيون يحكمون على حسب زعمهم شعبًا منحطًّا، ولكن منذ ذلك الانتصار الذي ناله البطالمة في رفح أخذ العنصر الوطني المصري يُثْبِت وجوده على صفحات التاريخ أمام الإغريق، ومن ثَم نرى أنه منذ السنة التي أعقبت هذه الموقعة أخذت الثورات الوطنية يدبُّ دبيبها في طول البلاد وعرضها، وقد انتهز الكهنة المصريون الذين كان في يدهم زمام أهل البلاد هذه الفرصة وأعلنو تحديهم لحكومة البطالمة. حقًّا اجتمعوا في مجلس ليقرِّروا مفاخر بطليموس الرابع ومآثره كما فعل أسلافهم من قبل لوالده بطليموس الثالث، ولكن كان هناك فرق ظاهر في كلا الحالتين؛ إذ في هذه المرة لم يظهر اسم الملك بطليموس الرابع في المرسوم الذي أصدره الكهنة بوصفه ملك الإغريق، بل الواقع أنهم أضافوا إلى اسمه في وثيقة إغريقية قائمة بذاتها الألقاب الأرثوذكسية المستقاة من الديانة المصرية التي كان يسير على نهجها فرعون مصر الوطني.
والواقع أن بطليموس الرابع عندما عاد من حرب سوريا لم ينتبه للحركة الوطنية التي أخذت تتفشَّى بين كل أفراد الشعب المصري الأصيل، بل ظنَّ أن الأحوال أصبحت مستقرة بعد اتِّكاله على آخاوس لمواجهة السلوقيين، ولم يكن في حسبانه المصريين الذين لم يكافئهم على النصر الذي أحرزوه له، وقد كان من جرَّاء ذلك أنهم أخذوا يتحدثون على وهن هذا التسلط الأجنبي الذي لم يكن في حاجة إليهم إلا عند الأزمات واشتداد الخطوب، وعلى أية حال لم يلبث بطليموس الرابع على الرغم من انغماسه في الملذات والشهوات أن فطن إلى حقيقة أنه وإن كان قد جنَّد جيشًا من المصريين واللوبيين لمحاربة أنطيوخوس الثالث، وإن ذلك كان عملًا عظيمًا أنقذ البلاد من الخطر، إلا أنه رأى فيما بعد أنه كان إجراء خطرًا على سلامة حكم البطالمة، ولا نزاع في أن المصريين قد داخلهم الكبرياء والزهو بانتصارهم في موقعة رفح، ومن ثَم أخذوا يشعرون بالعزة القومية؛ ولذلك أصبحوا ولا طاقة لهم على تلقي الأوامر من غيرهم من الأجانب الذين احتلوا بلادهم، ولهذا السبب أخذ المصريون يبحثون عن رئيس لهم من بني جلدتهم، كما أخذوا يتلمسون الحجج والمعاذير لإعلان عصيانهم على الفئة الحاكمة ظنًّا منهم أنه في مقدورهم أن يستقلوا بأنفسهم، وأنه لا حاجة لحكم الأجنبي المتغطرس.
وعلى ذلك وضعوا بعد تردد وطول أناة خطة لتنفيذ ما عقدوا العزم عليه، ومما يطِيب ذكره هنا أن المؤرخ بوليبيوس قد زجَّ بأفكاره عن الأحوال الداخلية في مصر في عهد بطليموس الرابع في الحوادث التي وقعت في عام (216 ق.م) في مؤلفه العظيم، غير أن هذا الجزء الذي جاء فيه ملخص هذه الحوادث قد ضاع إلا بعض فقرات لا تشفي غلة، وبذلك ترك فراغًا في تاريخ بطليموس الرابع الذي نفتقر كثيرًا إلى المعلومات الجمَّة عنه، وعلى أية حال فإن ما لدينا من المعلومات التاريخية يؤكد أن الاضطرابات الداخلية في مصر كانت قد بدأت في عهد بطليموس الرابع وأنها استمرت في العهود التي تلت حكمه.
ولا أدل على ذلك مما جاء في مرسوم حجر رشيد وقد نُشِر بعد نحو اثنين وعشرين سنة من التاريخ الذي نتحدث عنه الآن، أي بعد ثمانية أعوام من موت بطليموس الرابع، ففي هذا المنشور جاءت إشارة عن الرؤساء من المصريين الذين تزعموا جماعة من العصاة في عهد بطليموس الرابع، وقد عاقبهم ابنه بطليموس الخامس. من ذلك نفهم أن الوطنيين المصريين منذ انتصارهم في موقعة رفح قاموا بسلسة ثورات ومؤامرات واضطرابات لم يمكن قمعها، وأسفرت الحوادث عن أنه كانت تحت التراب وميض نار لا بد أن يكون له ضِرام تكشف عن خطر بالغ على الحكم البطلمي.
وقد أخذ البطالمة من جانبهم يقاومون هذه الثورات باتخاذ عدة إجراءات مضادة لقمع روح الفتنة؛ ومن ثَم نشطت الشرطة باتخاذ أعمال قاسية؛ فحُكم على الكثيرين من أبناء مصر بالقتل، ولكن المصريين كانوا بدورهم ينتقمون لأنفسهم كلما وجدوا إلى ذلك سبيلًا، ويقول المؤرخ بوليبيوس  في عبارة مختصرة: «إنه باستثناء القسوة والطغيان اللذين ارتُكبا من كلا الجانبين، وكذلك الحرب التي قَصَصت قصتها هنا لم تَدُر رحى موقعة حربية منظمة، ولا حصار، ولا شيء آخر يستحق الذكر.»
وفي النهاية امتد حبل الاضطرابات والفتن مما أدى في نهاية الأمر إلى تقويض سلطان البطالمة ، ومما لا شك فيه أن المصريين الثائرين كانوا خارجين على القانون في نظر الإغريق، ولذلك فإنهم كانوا يجاوبون على تعسف الحكومة بالأخذ بالثأر، ومن ثَم فإن هذه الحروب التي كانت تعد حرب كرٍّ وفرٍّ قد امتد أمدها دون أن تصل إلى نتيجة حاسمة شأن كل حرب العصابات.
وعلى مرِّ الأيام سرت عدوى هذه الحروب إلى أهل الصعيد؛ إذ أخذوا يقدِّرون ما يقوم به مواطنيهم من أهل الوجه البحري من نضال في سبيل الحرية التي سلبها المستعمر الغاصب، وقد أخذتهم العزة القومية، وبدَوا بدورهم يشنون حرب العصابات على الإغريق حتى أصبح صعيد مصر شعلة نار على البطالمة، ولا أدل على ذلك مما تُقدِّمه لنا نقوش الإهداء التي حُفِرت على جدران معبد «إدفو»؛ فقد ذُكر فيها أن أعمال البناء في هذا المعبد قد توقفت بسبب عصيان قام في العام السادس عشر من حكم «فيلوباتور» (207-206 ق.م) ولم يُستأنف العمل إلا في العام التاسع عشر من حكم ابنه بطليموس الخامس (186 ق.م) وذلك أن عصابات من الثوار كانوا قد خندقوا في داخل المعبد في حين كانت نيران الثورة تستعر في شمال البلاد وجنوبها، وهذا يعني أن جميع البلاد قد هبَّت يدًا واحدة في وجه الحكم البطلمي.
والظاهر أن هذه الثورات لم تكن تُقْلِق بال بطليموس الرابع وبطانته كثيرًا؛ لأنهم كانوا يعرفون سرَّها، غير أن تأثير جراح هذه الفتن الداخلية لم يظهر خطره إلا فيما بعد عندما اشتدت الحال لدرجة أن بلاط بطليموس الرابع قَبِل عن طيب خاطر المساعدة التي قدَّمها لهم فيليب الرابع المقدوني ملك مقدونيا وأنطيوخوس الثالث ملك سوريا، وذلك بحجة أنهما قد أتيا لحماية السلطة الشرعية في البلاد المصرية من عبث الثوار من جهة، وللمحافظة على التجارة الدولية التي كانت تهمهما كثيرًا من جهة أخرى، وهذه هي الأسباب التي تبتدئ بها عادةً الدول القوية للتدخل في شئون البلاد الضعيفة؛ لتجد لنفسها منفذًا لمد سلطانها عليها شيئًا فشيئًا.
غير أننا نجد في نفس الوقت الذي كانت فيه الفتن قائمة على قدم وساق في أرض الكنانة؛ كان النزاع بين أنطيوخوس الثالث وآخاوس قائمًا في الشرق من جهة، وفي الغرب كانت نار الحرب حامية الوطيس بين «رومة» و«قرطاجنة» من جهة أخرى. هذا، ونلحظ أن آخاوس عندما أصبح لا يعتمد إلا على ما لديه من قوة حربية، فإنه لم يستمر في حملته على أنطيوخوس الثالث؛ وذلك لأن بطليموس الرابع بعد أن أخذ منه كل ما يمكن لفائدته ظنًّا منه أنه قد كافأه على خدماته لمصر، وذلك بأنه حاول أن يضمن له بمقتضى معاهدة ملك «آسيا الصغرى»، ومما زاد الطين بِلَّة في حرج موقف آخاوس أن أهل «رودس» وكذلك أهل «بيزنطة» الذين أصبحوا في غنًى عن مساعدته وطلب محالفته؛ انفضوا من حوله ولم يمدوا له يد المساعدة على عدوِّه أنطيوخوس الثالث، ولذلك لم يمض طويلُ زمنٍ حتى حُوصِر آخاوس في سارديس (215-214 ق.م) من قبل جيش السلوقيين السوري، وظلَّ الحصار مستمرًّا إلى أن ضُيِّق عليه الخناق مع فئة صغيرة من أتباعه في قلعة هذه المدينة التي كانت مستعصية المنال على المحاصرين، ولا يمكن اقتحامها والتغلب عليها إلا بالجوع.
وعلى أية حال لم يكن موضوع القبض على آخاوس إلا مسألة وقت قصير، وقد حاول سوسيبيوس العمل على خلاص حياة آخاوس بتسهيل الهرب له، فأرسل رجلًا كريتيًّا يُدعَى «بوليس» من الإسكندرية لهذا الغرض، وكان الأخير له أصدقاء بين الجنود المرتزقة الكريتيين الذين كانوا يحاصرون القلعة، وقد وعد هذا الكريتي مقابل خدمته هذه بمبلغ عشرة تالنتات من الفضة، غير أن «بوليس» الذي كان قد تسلَّم النقود قد وجد الطريقة التي يمكنه بها زيادة فائدته المادية من هذه المأمورية، وهي أن يسلم آخاوس للملك أنطيوخوس الثالث.
والواقع أن آخاوس قد دبَّ في نفسه الخوف عندما تمكن من الهرب مع صاحبه الكريتي المزعوم، الذي جاء ليخلصه من الحصار الذي ضُرِب عليه في قلعة سارديس، وفعلًا تحقَّق خوفه عندما وجد نفسه بين يدي عدوه، وقد أراد أنطيوخوس الثالث أن يجعله عبرة ومثلًا لغيره؛ فاتخذ معه الإجراءات التي أُخِذت مع «مولون» السالف الذكر، فأمر بأن تُوثَق جثته المفصولة عن رأسه، وكانت موضوعة في مسلاخ حمار، وعندما علم الذين يدافعون في داخل القلعة بهذا التمثيل البشع بجثة آخاوس استولى عليهم الفزع والجزع، وعلى إثر ذلك فتح كل من «أريباز» و«لاؤديس» زوجة آخاوس أبواب القلعة على مصاريعها، وبذلك قُضِي على كل منازعات داخلية، وقد كانت النتيجة الحتمية لذلك أن كلَّ ما كان يملكه آخاوس في آسيا الصغرى أصبح ملكًا لأسرة السليوكيين. أما «أتالوس» ملك «برجام» فيجوز أن أنطيوخوس الثالث لم يطالبه بشيء مما أخذه من آخاوس وقد يرجع السبب في ذلك إلى أنه قد بقي على الحياد مدة المنازعات التي قامت بين آخاوس وبين أنطيوخوس الثالث في السنين الأخيرة.
وبعد أن أصبح أنطيوخوس الثالث آمنًا مطمئنًا على هذا القسم من ممتلكاته وجه اهتمامه وجهوده إلى الشرق الأقصى في الأصقاع التي كان سلطان السلوقيين فيها قد أصبح مجرد اسم، وبخاصة منذ عهد سلوقس الثاني، ومن أجل ذلك أخذ في تجهيز العدة والعتاد للقيام بحملة هناك، والواقع أن هذه الحملة قد امتدت عدة سنين (212–205 ق.م) وقد كان اشتباكه في هذه الحروب وتفرغه إليها من حسن حظ حكومة البطالمة بالإسكندرية؛ إذ كان ذلك بمثابة خلاص من أعباء قيام حرب قد تقوم بسبب «سوريا الجوفاء» التي كان أنطيوخوس الثالث لا يزال يذكر ضياعها منه.